# Jabuka (wieś w Chorwacji)
Jabuka – wieś w Chorwacji, w żupanii splicko-dalmatyńskiej, w mieście Trilj. W 2011 roku liczyła 306 mieszkańców.